# Christian Lettner

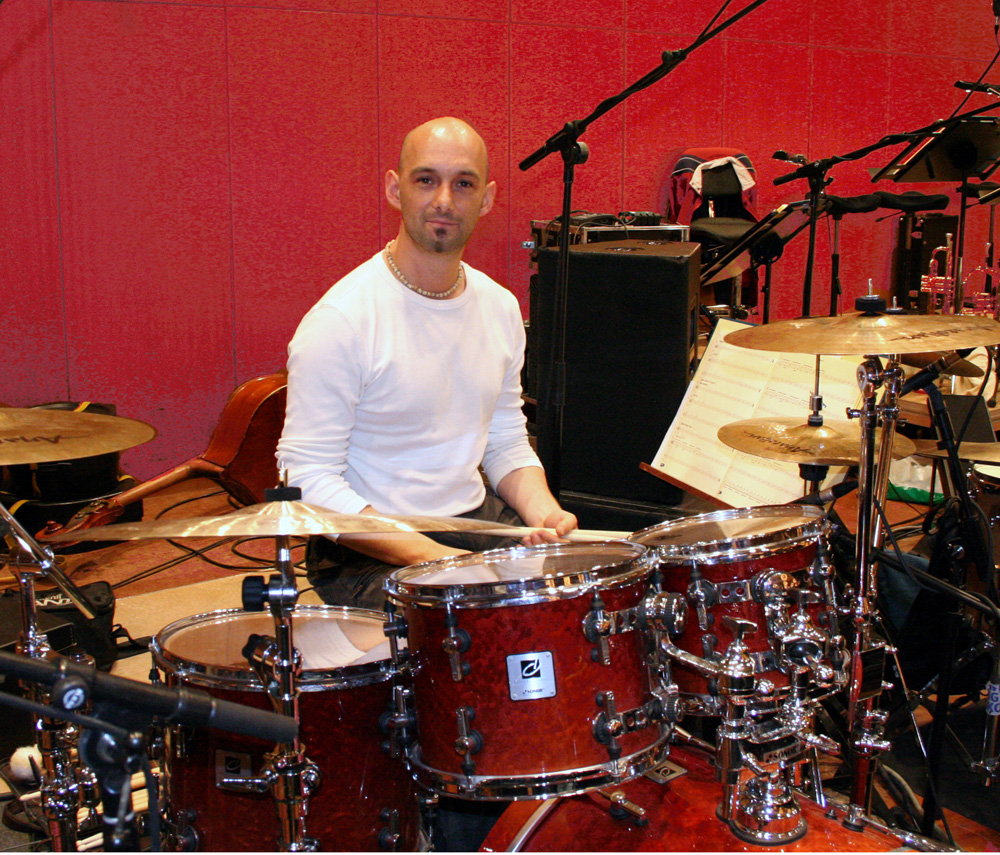
Christian Lettner (2007)

Christian Lettner (* 9. April 1974 in Mondsee) ist ein österreichischer Jazz-Schlagzeuger.

## Leben und Wirken
Lettner, der seit dem elften Lebensjahr Schlagzeug spielt, begann sein Jazzstudium an der Hochschule für Musik und darstellende Kunst Graz. Im Jahre 2000 graduierte er mit Auszeichnung am Bruckner Konservatorium Linz.
1999 gewann er mit The Sidewinders, zu denen unter anderem Matthias Schriefl und Kristina Brodersen gehörten, den Biberacher Jazzpreis. Er spielte unter anderem mit Karl Ratzer, der WDR Big Band Köln, Nils Landgren, Bob Belden, Jocelyn B. Smith, Adrian Mears, Peter O’Mara, Martin Scales, Patrick Scales, Johannes Enders, Max Grosch, Andreas Radovan und Christian Radovan.
Seit 2000 gehört Lettner zu Klaus Doldingers Passport, wo er den langjährigen Passport-Drummer Wolfgang Haffner ersetzte. Weiter ist er festes Mitglied bei Joo Kraus - Basic Jazz Lounge (seit 2004) und Mitglied der Sabina Hank Band (seit 2008). Auch spielte er mit Rue Protzer (One Note Story).
Lettner ist an der Musikschule Linz als Schlagzeug-Lehrer tätig. 2004 erschien das Lehrbuch „A Rhythmic Concept for Funk/Fusion Drums“, das er gemeinsam mit Peter O’Mara verfasste. Im Dezember 2021 übernimmt er eine Professur im Fach Jazz-Schlagzeug am Jazz-Institut der Hochschule für Musik und Theater München.

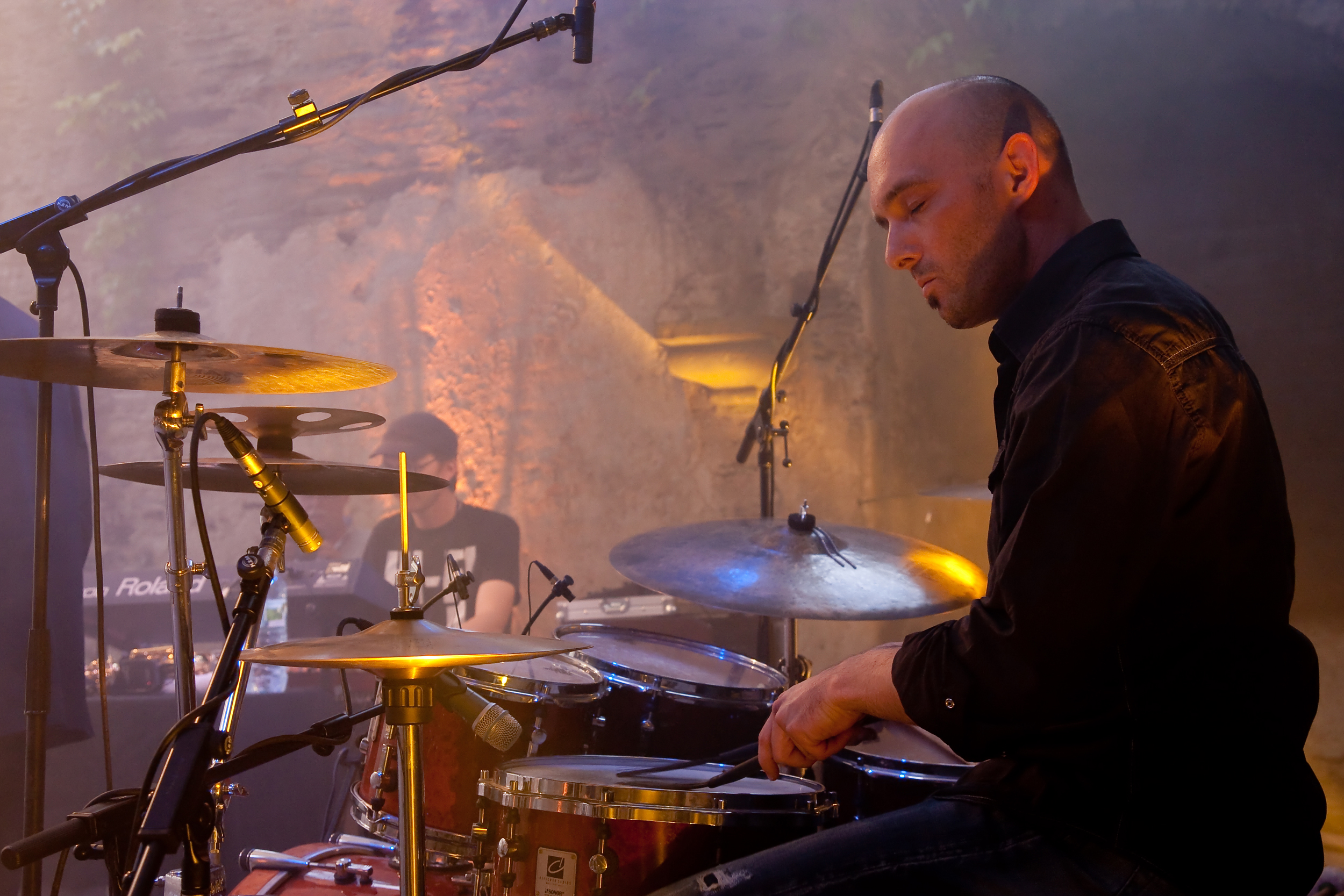
Christian Lettner, Passport Quartett 2009

## Diskographie (Auswahl)
- Klaus Doldinger & Passport, En Route (2015)
- Soleil Bantu Message from the Trees (Unit Records 2013)
- Klaus Doldinger Passport, Inner Blue, Warner Music Group (2011)
- YuMAG, Live im Kongress, Marangani Records (2007)
- Joo Kraus & Basic Jazz Lounge, The Ride, Edel (2006)
- Passport, Back To Brazil, Warner (2003)